# 1988 у відеоіграх

## Події

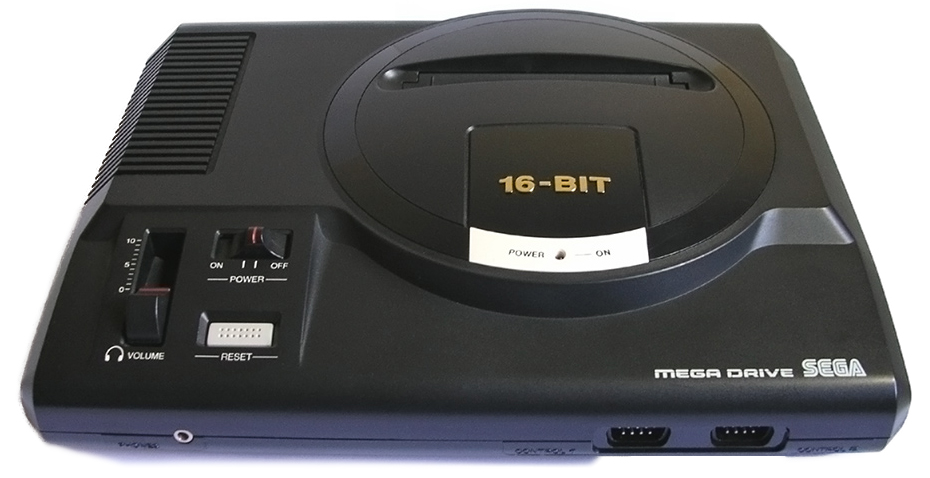
Sega Mega Drive

- 29 жовтня — Sega випускає на японський ринок телевізійну гральну консоль Sega Mega Drive.
- Nintendo купує права на Family Trainer фірми Bandai та перевипускає пристрій під назвою Power Pad.
- З Run отримує Golden Joysrdtick Awas.

## Релізи
- Capcom випустила на японський ринок гру Mega Man 2, яка стала бестселером (продано 1,5 мільйона копій). За версією видання «Nintendo Power» Mega Man 2 займає 33-є місце у його списку "Top 200 Nintendo Games Eve"r.
- SSI випустила Pool of Radiance, першу в історії CRPG, засновану на правилах Dungeons & Dragons.
- Nintendo перероблює гру Doki Doki Panic та випускає її на північноамериканському ринку як Super Mario Bros. 2 (в Японії гру буде видано лише в 1992 році, а оригінальний варіант Super Mario Bros. 2 пізніше буде видано за межами Японії під назвою Super Mario Bros.: The Lost Levels).
- Nintendo випускає на японський ринок Super Mario Bros. 3; на північноамериканський та європейський ринки — Zelda II: The Adventure of Link.
- Konami випускає гру Super Contra.
- Namco випускає ігри World Stadium, Assault, Assault Plus, Berabow Man, Marchen Maze, Bakutotsu Kijuutei (сіквел до Baraduke), Ordyne, Metal Hawk, World Court, Splatterhouse (перша гра, в якій з'являється попередження для батьків), Mirai Ninja, Face Off та Phelios.
- Origin Systems випускає Ultima V: Warriors of Destiny. Це була перша гра з циклу Ultima, в якій з'являється перебіг часу та чергування дня і ночі.
- Superior Software випускає Exile для Acorn Electron та BBC Micro. Ця досить складна аркада стала першою грою, де присутні закони фізики, і пізніше її було адаптовано для консолей Amiga, Atari ST та C64.
- Sega випускає Phantasy Star для Sega Master System, перша успішна RPG цієї компанії.
- У грудні Micronics випускає 89 Dennou Kyuusei Uranai. В цій грі гравці можуть прогнозувати, якими буде їхнє життя у наступному 1989 році.
- Opera Soft[en] випускає платформер Goody[en].
- Softdisk[en] випускає платформер Dangerous Dave[en].

## Індустрія
- Створено компанії Koeo Co., Ltd., Visual Concepts, Stormfront Studios, Walt Disney Computer Software, Eurocom, Kaga Create.
- Пройшла перша конференція розробників комп'ютерних ігор (Game Developers Conference) в Сан-Хосе. Були присутні 27 учасників.
- Припиняє діяльність Coleco Industries Inc.
- Activision змінює назву на Mediagenic.